# ليام أوكونور
ليام أوكونور (20 يونيو 1993 في أستراليا - ) (بالإنجليزية: Liam O'Connor)‏ هو لاعب كريكت أسترالي. لعب مع Adelaide Strikers ‏.

## وصلات خارجية
- ليام أوكونور على موقع إي آس بي آن كريك إنفو (الإنجليزية)